# Johann Gottfried von Fürstenberg
Johann Gottfried von Fürstenberg (* 1. Februar 1579 in Bilstein; † 11. September 1624 bei Siegen) war Domherr, Präsident des kurmainzischen Rates sowie Bewerber um das Amt eines Koadjutors im Erzbistum Paderborn.

## Leben
Er war der zweite Sohn von Kaspar von Fürstenberg und dessen erster Frau Elisabeth, geb. von Spiegel zu Peckelsheim. Bereits 1584 mit knapp sechs Jahren wurde er zur Ausbildung in das Kloster Scheda gegeben. Ein Jahr später wechselte er nach Werl und seit 1588 studierte er zusammen mit seinem Bruder Friedrich von Fürstenberg in Paderborn. Zusammen mit einem Erzieher gingen die Brüder ein Jahr später nach Trier. Danach wohnte er zeitweise bei seinem Onkel Bischof Dietrich von Fürstenberg auf Schloss Neuhaus. Im Jahr 1591 kam er als Student nach Köln. 
Johann Gottfried war vom Vater als sein Nachfolger ausersehen. Dagegen war Friedrich – ausgestattet mit zahlreichen Pfründen – für den geistlichen Stand vorgesehen. Friedrich hat sich jedoch in einer heftigen Auseinandersetzung mit dem Vater im Jahr 1596 geweigert, Geistlicher zu werden. Da sich Johann Gottfried aber zum geistlichen Stand berufen fühlte, war eine Lösung gefunden. 
Johann Gottfried hat 1598 die erste Tonsur erhalten. Bereits zuvor erhielt er einige Pfründen zu standesgemäßen Versorgung. Darunter waren Pfründen als Domherr am Mainzer Dom, die Stelle als Propst des Stifts Meschede, eine Stelle in St. Alban bei Mainz und am Dom zu Trier. Später erhielt er auch noch eine Pfründe an St. Victor bei Mainz. 
Im Jahr 1604 versuchte sein Vater, Johann Gottfried zum Koadjutor von Bischof Dietrich von Fürstenberg zu machen, musste sein Vorhaben aber zunächst aufgeben, weil bald klar wurde, dass Ferdinand von Bayern in der stärkeren Position war. 
Johann Gottfried hat in der folgenden Zeit seine Bildung vervollständigt. Auf einer Bildungsreise 1601/02 besuchte er Paris und hat vermutlich in dieser Zeit an der Sorbonne studiert. Nach einer kurzen Rückkehr folgten weitere Studien und Pilgerreisen nach Frankreich, Spanien, Santiago de Compostela und Italien. In Rom wurde er vom Papst Paul V. zu einer Audienz empfangen.
Seinen Hauptwohnsitz hatte er seit 1597 in Mainz. Seit 1608 wohnte er in dem von seinem Vater 1598 erworbenen Haus in der Guldenluft. Da das Haus den Ansprüchen von Johann Gottfried nicht mehr entsprach, ließ er es grundlegend erneuern. Die Fertigstellung zog sich allerdings über Jahre hin. 
Bereits seit 1605 war er Präsident des Rates des Kurfürstentums Mainz. Als solcher war er ein Vertrauter und Berater des Kurfürsten. Bei der Kaiserkrönung von Matthias 1612 assistierte er dem Erzbischof. Über seine politische Tätigkeit gibt es kaum Hinweise.
Im Jahr 1611 bewarb er sich um das Amt eines Koadjutors in Paderborn. Er wandte dazu viel Geld auf und wurde vom bischöflichen Onkel durch einen Brief an den Papst unterstützt. Aber Ferdinand von Bayern setzte sich durch. 
Mit dem Herzogtum Westfalen blieb er eng verbunden. Er besuchte häufig seine Familie und reiste nach Meschede, um seine Rechte als Propst des Stifts wahrzunehmen. Außerdem war er nicht selten in Paderborn, um dort seiner Residenzpflicht als Domherr nachzukommen. Auch besuchte er häufig die Verwandten auf Burg Schnellenberg oder den Klöstern Oelinghausen und Neuenheerse. 
Seine geistlichen Pflichten kam er eher nachlässig nach. Nur einmal im Jahr besuchte er die Beichte und seine Anwesenheit bei religiösen Handlungen hatte materielle Hintergründe. Er starb überraschend auf einer Reise von Mainz in das Herzogtum Westfalen und wurde in der Pfarrkirche in Attendorn bestattet.